# Marcelo Gómez
Marcelo Adrián Gómez (8 dicembre 1970) è un allenatore di calcio ed ex calciatore argentino, di ruolo centrocampista.
Gómez è noto nel mondo del calcio per i suoi sette anni (1990-1997) di militanza al Vélez Sarsfield, con il quale ha giocato 190 partite e vinto 10 trofei.

## Carriera

### Giocatore

#### Club
Ha cominciato a giocare nelle giovanili del Vélez Sarsfield. Ha fatto il suo debutto in prima squadra nel 1990 e ha militato nel club fino al 1997. Durante la sua militanza nel Vélez ha vinto 3 campionati nazionali e 5 coppe internazionali, durante il periodo d'oro della squadra. Era nell'undici titolare nella vittoria del Vélez per 2-0 sul Milan nella finale della Coppa Intercontinentale 1994.
Il centrocampista quindi è approdato al River Plate nel 1998. Ha militato nel club per poco tempo prima di essere ceduto in prestito a Gimnasia (LP), Al-Ittihad e Huracán. Scaduto il contratto con il River Plate nel 2003, si è trasferito in Costa Rica all'Alajuelense.

#### Nazionale
Conta una presenza con la nazionale argentina, nell'incontro vinto per 2-1 sul Paraguay del 14 giugno 1995.

### Allenatore
Nel 2010 ha lavorato come scout per il Vélez Sarsfield.
Il 2 gennaio 2019 diventa allenatore del Godoy Cruz. Dopo sole sei partite, di cui ne vinse solo una, fu esonerato il 24 febbraio 2019.

## Palmarès

### Competizioni nazionali
- Campionato argentino: 4

Vélez Sarsfield: 1993, 1995, 1996
River Plate: 1999
- Campionato saudita:  1

Al-Ittihād: 2000
- Coppa dell'Arabia Saudita: 1

Al-Ittihād: 2000

### Competizioni internazionali
- Coppa Interamericana: 1

Vélez Sarsfield: 1994
- Supercoppa Sudamericana: 1

Vélez Sarsfield: 1996
- Recopa Sudamericana: 1

Vélez Sarsfield: 1997
- CONCACAF Champions' Cup: 1

Alajuelense: 2003
- Coppa Libertadores: 1

Vélez Sarsfield: 1994
- Coppa Intercontinentale: 2

Vélez Sarsfield: 1994, 1995